# Althea Gibson
Althea »Ally« Gibson, ameriška tenisačica in golfistka, * 25. avgust 1927, Clarendon County, Južna Karolina, ZDA, † 28. september 2003, East Orange, New Jersey, ZDA.
Althea Gibson je na turnirjih za Grand Slam posamično osvojila Nacionalno prvenstvo ZDA v letih 1957 in 1958, Prvenstvo Anglije v letih 1957 in 1958 ter Amatersko prvenstvo Francije leta 1956, na turnirjih za Prvenstvo Avstralije pa se je uvrstila v finale leta 1957. Njeni uspehi so pripomogli k uveljavitvi temnopoltih tenisačev, saj je prva temnopolta zmagovalka katerega od turnirjev za Grand Slam. V konkurenci ženskih dvojic je trikrat osvojila Prvenstvo Anglije ter po enkrat Amatersko prvenstvo Francije in Prvenstvo Avstralije, v konkurenci mešanih dvojic pa enkrat Nacionalno prvenstvo ZDA. Po končani teniški karieri je tekmovala tudi v golfu.
Leta 1971 je bila sprejeta v Mednarodni teniški hram slavnih.

## Finali Grand Slamov

### Posamično (7)

#### Zmage (5)
| Leto | Turnir                       | Nasprotnica v finalu    | Rezultat finala |
| 1956 | Amatersko prvenstvo Francije | Angela Mortimer Barrett | 6–0, 12–10      |
| 1957 | Prvenstvo Anglije            | Darlene Hard            | 6–3, 6–2        |
| 1957 | Nacionalno prvenstvo ZDA     | Louise Brough Clapp     | 6–3, 6–2        |
| 1958 | Prvenstvo Anglije (2)        | Angela Mortimer Barrett | 8–6, 6–2        |
| 1958 | Nacionalno prvenstvo ZDA (2) | Darlene Hard            | 3–6, 6–1, 6–2   |

#### Porazi (2)
| Leto | Turnir                   | Nasprotnica v finalu | Rezultat finala |
| 1956 | Nacionalno prvenstvo ZDA | Shirley Fry Irvin    | 6–3, 6–4        |
| 1957 | Prvenstvo Avstralije     | Shirley Fry Irvin    | 6–3, 6–4        |

### Ženske dvojice (7)

#### Zmage (5)
| Leto | Turnir                       | Partnerica        | Nasprotnici v finalu                          | Rezultat finala |
| 1956 | Amatersko prvenstvo Francije | Angela Buxton     | Darlene Hard Dorothy Head Node                | 6–8, 8–6, 6–1   |
| 1956 | Prvenstvo Anglije            | Angela Buxton     | Fay Muller Daphne Seeney                      | 6–1, 8–6        |
| 1957 | Prvenstvo Avstralije         | Shirley Fry Irvin | Mary Bevis Hawton Fay Muller                  | 6–2, 6–1        |
| 1957 | Prvenstvo Anglije (2)        | Darlene Hard      | Mary Bevis Hawton Thelma Coyne Long           | 6–1, 6–2        |
| 1958 | Prvenstvo Anglije (3)        | Maria Bueno       | Margaret Osborne duPont Margaret Varner Bloss | 6–3, 7–5        |

#### Porazi (2)
| Leto | Turnir                   | Partnerica   | Nasprotnici v finalu                        | Rezultat finala |
| 1957 | Nacionalno prvenstvo ZDA | Darlene Hard | Louise Brough Clapp Margaret Osborne duPont | 2–6, 5–7        |
| 1958 | Nacionalno prvenstvo ZDA | Maria Bueno  | Darlene Hard Jeanne Arth                    | 6–2, 3–6, 4–6   |

### Mešane dvojice (4)

#### Zmage (1)
| Leto | Turnir                   | Partner      | Nasprotnika v finalu     | Rezultat finala |
| 1957 | Nacionalno prvenstvo ZDA | Kurt Nielsen | Darlene Hard Robert Howe | 6–3, 9–7        |

#### Porazi (3)
| Leto | Turnir            | Partner        | Nasprotnika v finalu               | Rezultat finala |
| 1956 | Prvenstvo Anglije | Gardnar Mulloy | Shirley Fry Irvin Vic Seixas       | 6–2, 2–6, 5–7   |
| 1957 | Prvenstvo Anglije | Neil Fraser    | Darlene Hard Mervyn Rose           | 4–6, 5–7        |
| 1958 | Prvenstvo Anglije | Kurt Nielsen   | Lorraine Coghlan Green Robert Howe | 3–6, 11–13      |